# Alessandro Citolini
Alessandro Citolini (Serravalle, 1500 circa – Londra, 1582 circa) è stato un letterato italiano, grammatico del Cinquecento, che dovette riparare a Londra perché aveva aderito alla riforma di Lutero, col rischio d’essere mandato al rogo.
Fu amico e corrispondente dei maggiori letterati del tempo: Marcantonio Flaminio (suo concittadino), Pietro Bembo, Claudio Tolomei, Gian Giorgio Trissino, Baldassarre Castiglione, Annibal Caro, Pietro Aretino.
Nella sua prima opera, Lettera in difesa de la lingua volgare, il Citolini fu il primo a proporre che la nuova lingua si chiamasse “italiana”; e perciò, dopo La Tipocosmia, scrisse la prima Grammatica Italiana della storia, rimasta inedita, nella quale proponeva un alfabeto di trenta lettere (di cui nove vocali) e dava anche consigli di stilistica.
Dopo i saggi su di lui scritti da Jacopo Bernardi (?) nel 1867 e da Carmelina Naselli nel 1942, la sua riscoperta è dovuta allo studioso Nilo Faldon, che a Londra ha ritrovato le sue opere e ne ha trattato in un giornale, ripubblicandone poi qualcuna.
Ancor oggi a Serravalle di Vittorio Veneto esiste il palazzo detto Cittolini.

## Opere
- Lettera in difesa de la lingua volgare, Marcolini, Forlì, 1540
- La Tipocosmia, Valgrisi, Venezia, 1561
- Grammatica Italiana, manoscritto al British Museum, Londra, Aroundel 258, ora in Di Felice 2003
- Scritti linguistici, a cura di Claudio Di Felice, Pescara, Libreria dell'Università, 2003
- Pubblicò il Diamerone di Valerio Marcellino e lo dedicò ad Alvise Cornaro